# Saltos ornamentais no Campeonato Mundial de Esportes Aquáticos de 2022 - Equipe
A prova por equipe dos saltos ornamentais no Campeonato Mundial de Esportes Aquáticos de 2022 foi realizada no dia 29 de junho, em Budapeste, na Hungria. 

## Calendário
Horário local (UTC+2).
| Fase  | Data        | Hora  |
| ----- | ----------- | ----- |
| Final | 29 de junho | 14:30 |

## Medalhistas
| Ouro                               | Prata                                 | Bronze                                                 |
| China · Quan Hongchan · Bai Yuming | França · Jade Gillet · Alexis Jandard | Reino Unido · James Heatly · Andrea Spendolini-Sirieix |

## Resultados
A final foi realizado no dia 29 de junho às 14:30. 
| Pos.              | Nacionalidade  | Saltadores                             |        |
| Pos.              | Nacionalidade  | Saltadores                             | Pontos |
| ----------------- | -------------- | -------------------------------------- | ------ |
| Medalha de ouro   | China          | Quan Hongchan Bai Yuming               | 391.40 |
| Medalha de prata  | França         | Jade Gillet Alexis Jandard             | 358.50 |
| Medalha de bronze | Reino Unido    | Andrea Spendolini-Sirieix James Heatly | 357.60 |
| 4                 | Alemanha       | Elena Wassen Timo Barthel              | 354.35 |
| 5                 | Malásia        | Ooi Tze Liang Pandelela Rinong         | 350.25 |
| 6                 | Brasil         | Rafael Fogaça Ingrid Oliveira          | 348.45 |
| 7                 | Coreia do Sul  | Cho Eun-bi Yi Jaeg-yeong               | 332.85 |
| 8                 | Estados Unidos | Daryn Wright Maxwell Flory             | 319.60 |
| 9                 | Austrália      | Sam Fricker Charli Petrov              | 318.45 |
| 10                | México         | Viviana Del Ángel Kevin Muñoz          | 289.35 |
| 11                | Colômbia       | Leonardo García Viviana Uribe          | 270.85 |
| 12                | Cuba           | Anisley García Luis Cañabate           | 237.55 |
| 13                | Nova Zelândia  | Liam Stone Mikali Dawson               | 227.90 |